# Lijst van onroerend erfgoed in Berendrecht-Zandvliet-Lillo
Voor het district Berendrecht-Zandvliet-Lillo zijn er de volgende lijsten van onroerend erfgoed:
- Lijst van onroerend erfgoed in Berendrecht
- Lijst van onroerend erfgoed in Zandvliet
- Lijst van onroerend erfgoed in Lillo